# Leucin
A leucin (rövidítése Leu vagy L) az elágazó láncú α-aminosavak közé tartozó szerves vegyület, képlete HO2CCH(NH2)CH2CH(CH3)2. A leucint – alifás izobutil oldallánca miatt – a hidrofób aminosavak közé soroljuk. A leucint hat kodon kódolja (UUA, UCG, CUU, CUC, CUA és CUG), A ferritin, asztacin és más „puffer” fehérjék alegységeinek fontos építőeleme. Esszenciális aminosav, vagyis az emberi szervezet nem képes előállítani, a táplálékkal kell bevinni.
Nevét a görög leykosz (λευκός = fehér, színtelen) szóból kapta.

## Bioszintézise
Mivel a leucin esszenciális aminosav, az állati szervezetek nem tudják előállítani, ezért a táplálékkal – többnyire a fehérjék alkotóelemeként – jut be a szervezetbe. Növényekben és mikroorganizmusokban piroszőlősavból szintetizálódik egy sor enzim hatására:
- Acetolaktát-szintetáz,
- Acetohidroxsav-izomeroreduktáz,
- Dihidroxisav-dehidratáz,
- α-izopropilmalát szintetáz,
- α-izopropilmalát izomeráz,
- Leucin aminotranszferáz.

A valin, egy kisméretű hidrofób aminosav szintézisében is megtalálható a fenti út első része.

## Biológiai szerepe
Leucin a májban, zsírszövetben, és izomszövetben kerül felhasználásra, az utóbbi kettőben hétszer több, mint a májban. A leucinból több közbenső lépés során β-hidroxi-β-metilglutaril-CoA keletkezik, amely a koleszterin direkt prekurzora.
A leucin az egyetlen, táplálékkal bevitt aminosav, amely képes serkenteni az izomfehérjék szintézisét. Táplálékkiegészítőként alkalmazva a leucin öreg patkányokban lassítja az izomszövet sorvadását azáltal, hogy fokozza az izomfehérjék szintézisét. Míg régebben a sportolóknak szánt táplálékkiegészítőkban a leucin a három elágazó láncú aminosav egyike volt, az izomtömegnövelő hatása miatt ma már több figyelmet kap önmagában. A gyártó cégek korábban a leucin, izoleucin és valin „ideális” 2:1:1 arányát kínálták, de az újabb bizonyítékok alapján, mely szerint az izomépítésben a leucin a legfontosabb aminosav, a leucin mára sokkal népszerűbb lett a táplálékkiegészítők elsődleges összetevőjeként.
A leucin hatásosan aktiválja a sejtnövekedést szabályozó rapamicin emlős célpont kinázt. Patkányok agyába adott leucin infúzió az mTOR útvonal aktiválásán keresztül csökkentette az állatok táplálékfelvételét és testsúlyát.

## Táplálkozás

(S)-Leucin (bal) és (R)-leucin (jobb) ikerion alakban, semleges pH-nál

| Étel                           | g/100g |
| ------------------------------ | ------ |
| Szójafehérje-koncentrátum      | 4,917  |
| Érett, nyers szója             | 2,97   |
| Sovány, nyers marhacomb        | 1,76   |
| Földimogyoró                   | 1,672  |
| Olasz szalámi                  | 1,63   |
| Nyers gorbusalazac             | 1,62   |
| Búzacsíra                      | 1,571  |
| Mandula                        | 1,488  |
| Nyers csirkecomb, színhús      | 1,48   |
| Nyers tojássárgája             | 1,40   |
| Zab                            | 1,284  |
| Tehéntej, 3,25% zsírtartalmú   | 1,277  |
| Bab, főzött                    | 0,765  |
| Lencse, főzött                 | 0,654  |
| Csicseriborsó, főzött          | 0,631  |
| Csemegekukorica                | 0,348  |
| Közepesszemű, főzött barnarizs | 0,191  |
| Anyatej                        | 0,10   |

## Kémiai tulajdonságai
A leucin az elágazó oldalláncú aminosavak közé tartozik, mivel nem egyenes alifás oldallánccal rendelkezik.
Egy kísérletben racém leucint sugároztak be cirkulárisan polarizált szinkrotonsugárzással, hogy jobban megértsék a biomolekulák aszimmetriájának eredetét. A kutatók 2,6%-os enantiomerdúsulást tapasztaltak, ami a biomolekulák homokiralitásának fotokémiai eredetét jelzi.

## Élelmiszer-adalékanyag
Élelmiszer-adalékanyagként az L-leucin E-száma E641, az ízfokozók közé sorolják.

## Fordítás
Ez a szócikk részben vagy egészben  a   Leucine című angol Wikipédia-szócikk ezen változatának fordításán alapul.  Az eredeti cikk szerkesztőit annak laptörténete sorolja fel. Ez a jelzés csupán a megfogalmazás eredetét és a szerzői jogokat jelzi, nem szolgál a cikkben szereplő információk forrásmegjelöléseként.

## Külső hivatkozások
- Leucine biosynthesis
- Leucine prevents muscle loss in rats
- Leucine helps regulate appetite in rats
- Combined ingestion of protein and free leucine with carbohydrate increases postexercise muscle protein synthesis in vivo in male subjects Archiválva 2010. április 17-i dátummal a Wayback Machine-ben
- A leucine-supplemented diet restores the defective postprandial inhibition of proteasome-dependent proteolysis in aged rat skeletal muscle